# Typlokalität
Die Typlokalität (lat. locus typicus) ist in der Geologie und der Mineralogie der Ort (Lokalität), von dem die Probe eines Gesteins oder Minerals stammt, anhand derer die erstmalige wissenschaftliche Beschreibung desselben erfolgte. In der Regel handelt es sich dabei um einen Aufschluss. Gelegentlich werden für Minerale zwei oder mehr Typlokalitäten angegeben, wenn zur Analyse des Materials Proben von verschiedenen Fundorten herangezogen wurden. Oft werden die jeweiligen Gesteine oder Minerale nach dem ersten Fundort benannt. 
Analog dazu wird auch in der Paläontologie bei der Erstbeschreibung einer fossilen Spezies eine Typlokalität angegeben. Sie ist der Fundort des Typusexemplars dieser Spezies. Der entsprechende Ausdruck in der Biologie lautet Typenfundort (Terra typica). Auch bei fossilen Spezies nimmt die Benamung nicht selten auf die Typlokalität oder die Region, in der sich die Typlokalität befindet, direkt oder indirekt Bezug. 
Der Begriff wird darüber hinaus auf Einheiten der Stratigraphie ausgedehnt. So sind etwa die GSSPs (Global Stratotype Section and Points) Typlokalitäten für chronostratigraphische Einheiten, und die Definition von Formationen der Lithostratigraphie ist an eine Typlokalität gebunden. In gleichem Sinne gibt es Typlokalitäten für bestimmte tektonische Strukturen und für Erzlagerstättentypen. In der Stratigraphie spricht man im Zusammenhang mit ganzen Landschaften, die geo(morpho)logisch maßgeblich und prototypisch durch Gesteine einer bestimmten Sedimentabfolge geprägt sind, auch informell von Typusregionen.
Der Bedeutung der Typlokalität in der Geologie vergleichbar ist die Bedeutung des eponymen Fundortes in der Archäologie.

## Typlokalitäten und Typusprofile
Beispiele für Gesteine, die nach ihrer Typlokalität benannt sind, liefern unter anderem die Bezeichnungen Harzburgit und Lüneburgit, abgeleitet von den Orten Bad Harzburg und Lüneburg (Niedersachsen), das Mineral Freibergit, nach dem Ort Freiberg, sowie das Mineral Löllingit, das von dem Ort Lölling (Kärnten) seinen Namen erhielt, oder auch Gesteinsausbildungen, wie der Wettersteinkalk (Wettersteingebirge, Bayern) und Dachsteinkalk (Dachsteinmassiv, Österreich).
Eine Typlokalität kann auch Fundort für mehrere verschiedene Gesteine und Minerale sein. So wurden in Hagendorf unter anderem erstmals die Minerale Carlhintzeit (bezeichnet nach dem Mineralogen Carl Hintze), Hagendorfit (abgeleitet vom Ortsnamen), Phosphophyllit (charakterisiert durch Zusammensetzung und Aussehen), und Strunzit (nach dem Mineralogen Karl Hugo Strunz) gefunden. Die Kleinstadt Moctezuma (in Sonora, Mexiko) ist neben dem Moctezumit auch Typlokalität für zwölf weitere Minerale, darunter Paratellurit, Zemannit und Spiroffit.
Beispiele für Typlokalitäten von geologischen Formationen und Strukturen sind etwa der Dinosaur Ridge im US-Bundesstaat Colorado (westlich von Denver), hier liegt die Typlokalität der Morrison-Formation. Die Caldera, die Einbruchsstruktur eines Vulkankraters, hat als Typlokalität die Caldera de Taburiente auf La Palma, eine der zu Spanien gehörenden Kanarischen Inseln. Der Karst, das Kalktrockengelände, leitet sich vom Höhenzug Karst (an der Adria) her.
Typusprofil nennt man die Schichtungen von lithostratigraphische Einheiten, wie sie an der Typlokalität musterhaft auftreten. Meist ist dann die Einheit nach der Lokalität benannt, wie die Raibler Schichten nach Raibl, heute Cave del Predil, Friaul, oder die  Gosau-Gruppe nach dem Gosauer Becken, wo sich auch jeweils die Typusprofile der wichtigsten Unterheiten finden. Übertragen heißen dann auch ganze chronostratigraphische Zeitstufen nach Typlokalitäten, so etwa das Lutetium (Lutet des Eozän, von etwa 48 bis 41 Millionen Jahren) nach Lutetia (Paris, eingeführt Lapparent 1883) oder der neue Name Ionium für das Mittelpleistozän (das mittlere „Eiszeitalter“) nach dem Ionischen Meer (kommende Nomenklatur der International Commission on Stratigraphy). Dasselbe gilt für tektonische Einheiten, wie das Bajuvarikum der Kalkalpen nach den Bayerischen Alpen, wo dessen Einbau gut lesbar ist (Tollmann 1976).
Spezielle Typprofile/-lokalitäten sind die Global Stratotype Section and Points (GSSP) der International Commission on Stratigraphy, zu denen neben Tagesaufschlüssen auch Bohrkerne gehören. Sie dienen der Erstellung einer möglichst lückenlosen, weltweiten Korrelierbarkeit geologischer Schichtenfolgen, um so die zahlreichen, von Autoren seit dem ausgehenden 18. Jahrhundert oft nur kleinregional eingeführten Begrifflichkeiten in einen globalen stratigraphischen Rahmen einordnen zu können.